# 야코브 잉에브릭트센
야코브 아세르손 잉에브릭트센(노르웨이어: Jakob Asserson Ingebrigtsen, 2000년 9월 19일~)은 노르웨이의 육상 선수로 주 종목은 중거리 달리기와 장거리 달리기이다. 2020년과 2024년 하계 올림픽 남자 1500m 종목 금메달을 획득했으며 2022년과 2023년 세계 선수권 대회 5000m 종목 금메달과 1500m 종목 은메달을 획득했다. 또한 2018년과 2022년 유럽 선수권 대회 1500m와 5000m를 제패하면서 금메달 4개를 획득했다.
현재 1500m 노르웨이 기록과 2000m 유럽 및 노르웨이 기록, 3000m 유럽 및 노르웨이 기록, 5000m 유럽 및 노르웨이 기록을 보유하고 있으며 1500m를 3분 30초, 3000m를 7분 30초, 5000m 12분 50초 이내에 달릴 수 있는 단 3명의 선수 중 한 명이다. 형인 헨리크와 필리프 모두 노르웨이 국가대표 달리기 육상 선수로 활동하고 있으며 세 사람 모두 아버지인 예르트의 지도를 받았다.

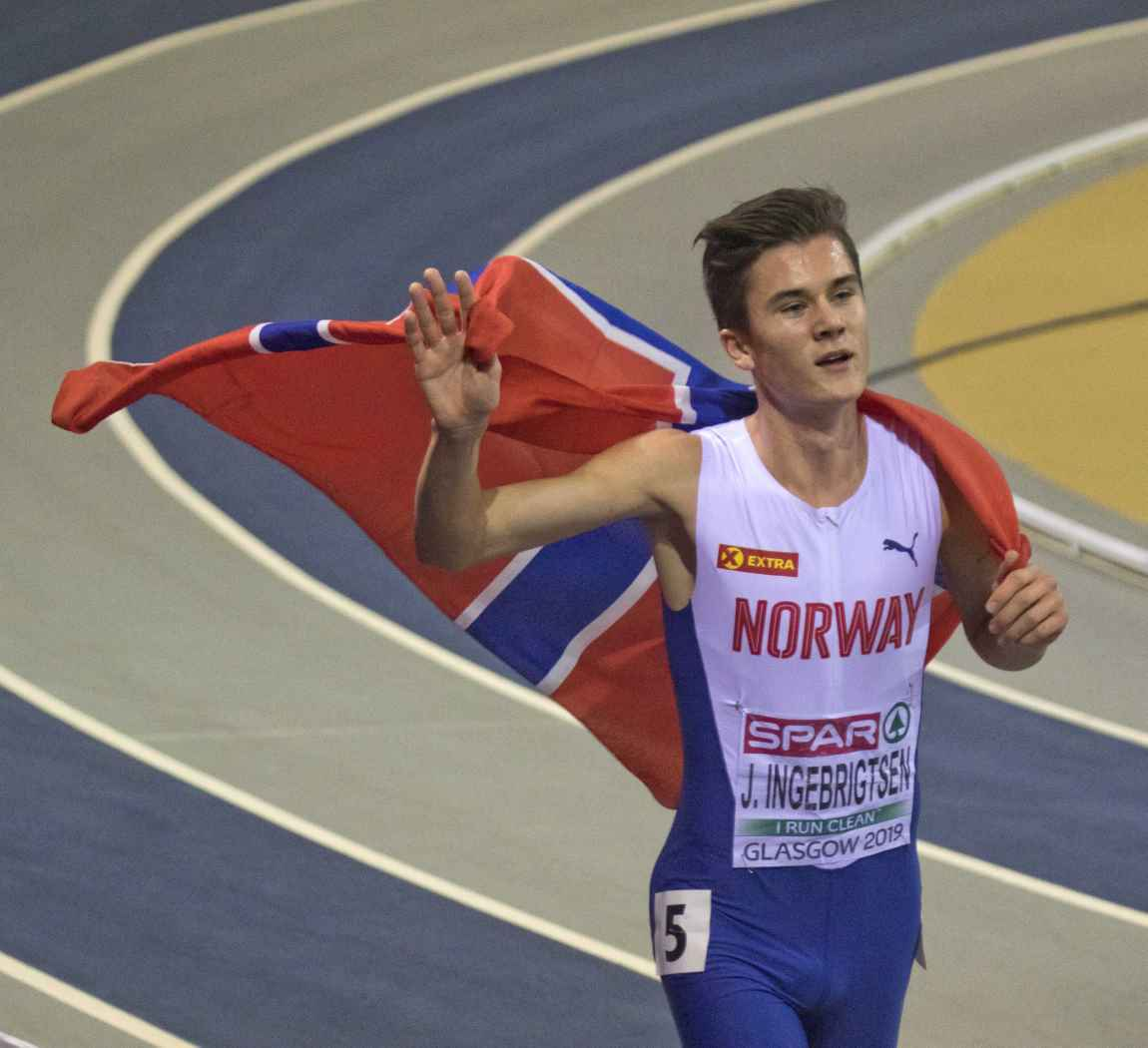
2019년 유럽 실내 선수권 대회 당시의 잉에브릭트센

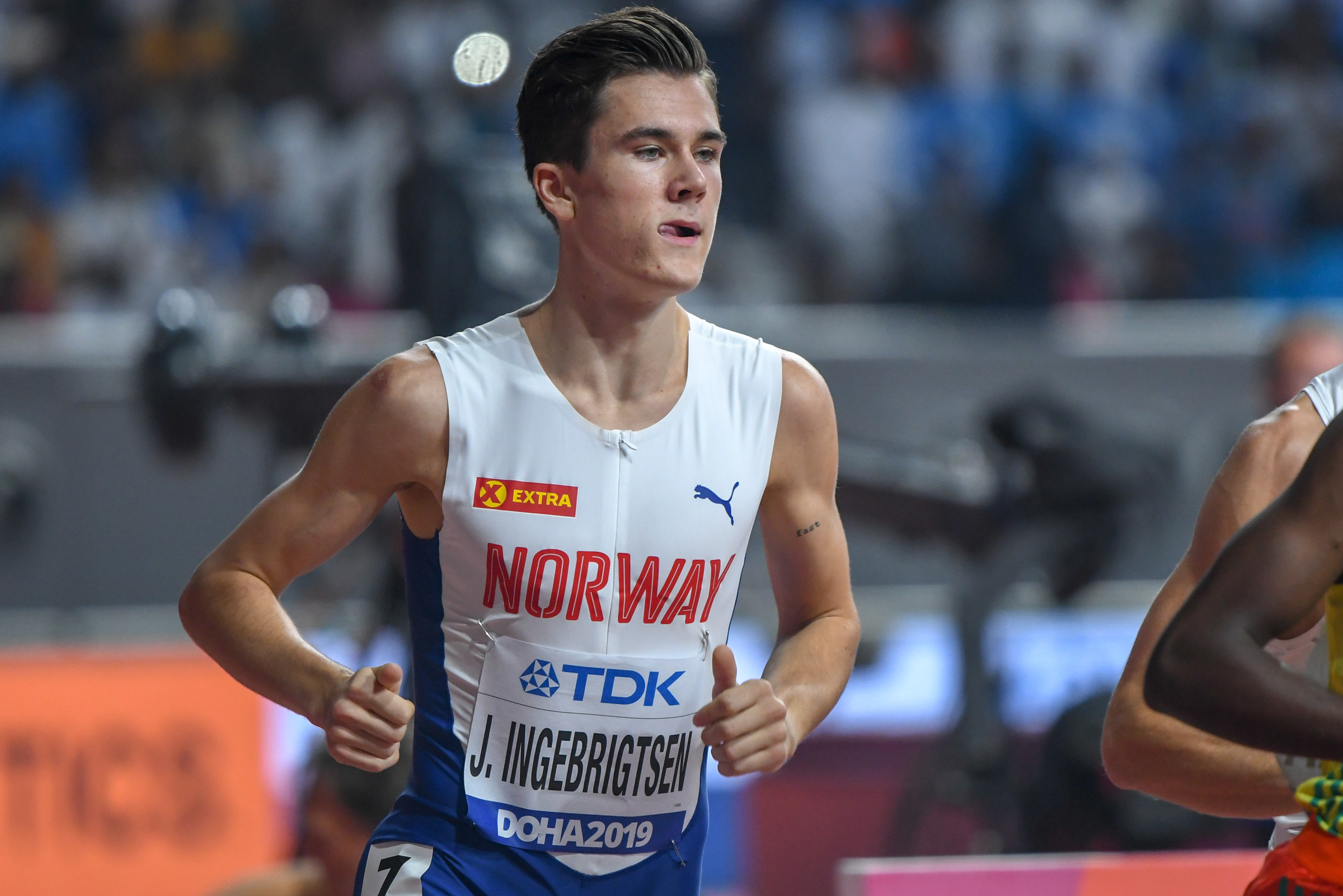
2019년 세계 선수권 대회 당시의 잉에브릭트센

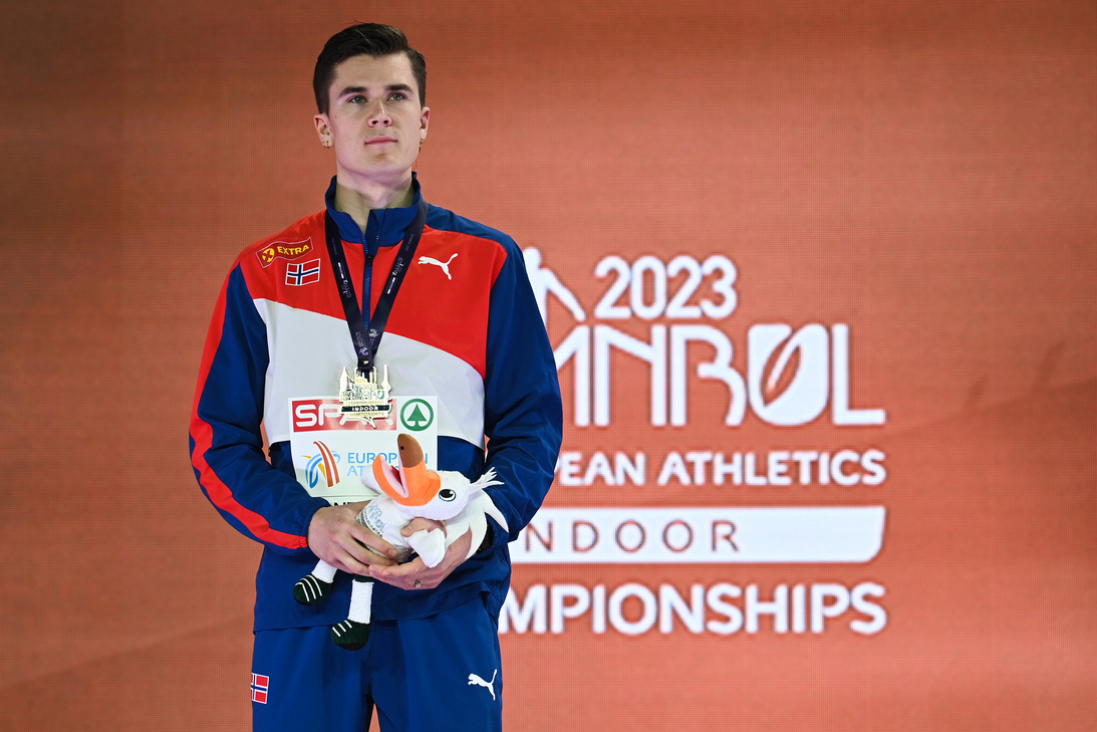
2023년 유럽 실내 선수권 대회 시상식 당시의 잉에브릭트센